# Beania scotti
Beania scotti är en mossdjursart som beskrevs av Roxanne Irene Hastings 1943. Beania scotti ingår i släktet Beania och familjen Beaniidae. Inga underarter finns listade i Catalogue of Life.